# Blanche de Bretagne
Blanche de Bretagne (v. 1270/1271 - Bois de Vincennes, 19 ou 20 mars 1328) est une princesse bretonne, fille de Jean II, duc de Bretagne et de Béatrice d'Angleterre ; épouse de Philippe d'Artois, héritier du comté d'Artois.

## Biographie
Fille de Jean II, duc de Bretagne et de Béatrice d'Angleterre, elle épouse en novembre 1281 Philippe d'Artois (1269 † 1298), seigneur de Conches, fils et héritier de Robert II, comte d'Artois. Ils eurent plusieurs enfants, notamment :
- Marguerite (1285-1311), mariée à Louis, comte d’Évreux, demi-frère du roi Philippe IV le Bel ;
- Robert III (1287-1342), comte de Beaumont-le-Roger ;
- Ote[1], mort le 2 novembre 1291, inhumé dans l'abbaye de Royaumont; son tombeau est conservé au Louvre[2],[3] ;
- Isabelle (1288-1344), nonne à Poissy ;
- Jeanne (1289-ap.1347), mariée à Gaston Ier, comte de Foix ;
- Marie (1291-1365), mariée à Jean Ier de Dampierre, comte de Namur ;
- Catherine (+1368), mariée à Jean II, comte d'Aumale.

Devenue veuve, elle fréquente la cour de France. En 1326, elle figure parmi les dames et demoiselles de l'entourage de sa petite-fille, la jeune reine Jeanne d'Évreux, épouse du roi Charles IV le Bel.
Blanche de Bretagne meurt au château de Vincennes en mars 1328, soit le 19 (selon le texte de son épitaphe) ou le 20 (selon un chroniqueur parisien anonyme) et est inhumée dans l'église des Jacobins de Paris, où reposait déjà Philippe d'Artois.